# Randolph (Minnesota)
Randolph város az USA Minnesota államában, Dakota megyében. Lakosainak száma 466 fő (2020. április 1.).

## Népesség
A település népességének változása:

| 2010 | 436 |
| 2020 | 466 |